# Antonio Ventimiglia
Antonio Ventimiglia di Lauria, conte di Collesano (XIV secolo – Malta, 1415), è stato un nobile, politico e militare italiano vissuto tra il XIV ed il XV secolo.

## Biografia
Nacque da Francesco, XVI conte di Geraci, e dalla nobildonna Elisabetta di Lauria, di cui era sesto di otto figli, presumibilmente nella seconda metà del XIV secolo. Sposò nel 1380, Margherita Peralta d'Aragona, figlia di Guglielmo conte di Caltabellotta, da cui ebbe due figli, e di cui rimase vedovo nel 1396, per poi risposarsi con Elvira Moncada Abbate, figlia di Matteo conte di Agosta, ed anche da questa unione ebbe due figli.
Succedette al padre nelle cariche politiche di conte di Collesano e vicario del Regno di Sicilia nel 1387, e di Gran camerario nel 1392, poiché il genitore lo istituì come suo erede particolare, preferendolo dunque al fratello maggiore Enrico, col quale tra l'altro ebbe numerosi contrasti e dissapori. Mentre Enrico ereditò la Contea di Geraci in quanto primogenito, Antonio gli fu erede nel titolo di Conte di Collesano, di cui aveva già preso investitura il 27 novembre 1387, con conferma per privilegio datogli dal re Martino I di Sicilia del 22 luglio 1392, assieme alle Due Petralie, il feudo Bilìci, Caronia, Termini, del diritto di estrazione di 4.000 salme di grano dal porto di Termini e 2.000 da Roccella, rendita di onze 500 l'anno sulla secrezia di Polizzi. Nell'anno medesimo, il Re Martino lo investì anche del diritto di esportazione di 11.000 tratte annue di frumento dai porti-caricatori di Roccella, Trapani, Marsala e Termini (circa 5.000 tonnellate). Il Ventimiglia, inoltre, permutò con il Re la terra e castello di Termini con i proventi della regia colletta imposta sullo Stato di Collesano, sulle baronie di Petralia, Isnello, San Mauro per un valore di 3.200 fiorini d'oro annui. Ebbe inoltre concessi la terra di Tavi e il castello di Roccella, con privilegi dati rispettivamente il 26 ottobre e 13 novembre.
Nel 1396, il Conte di Collesano ebbe concessi anche la baronia di Caltavuturo, e il titolo di capitano delle città di Cefalù e Polizzi, con uno stipendio di 300 onze annue.; subinfeudò al cugino Francesco Uberto Ventimiglia il castello e il feudo di Resuttano, nonché i feudi Monaco, Rachilebbi e Raxafica, tutti nel territorio di Petralia Soprana; rientrò in possesso della baronia di Castel di Lucio ed assunse la carica di Grande ammiraglio del Regno di Sicilia.
Per il Ventimiglia l'enorme potere acquisito a corte valse la partecipazione allo smembramento degli altri grandi stati feudali, ribellatisi al nuovo sovrano e di conseguenza demoliti militarmente dai Martini, poi redistribuiti ai nobili a loro fedeli, come avvenne con i beni confiscati nel 1393 ad Andrea Chiaramonte, conte di Modica concessi a Bernardo de Cabrera. Si ebbe così un profondo mutamento del sistema economico feudale, dove prevalsero oramai le concessioni reali dei diritti d'esportazione dei grani che aprirono l'ascesa a una nuova stratificazione sociale di fedeli funzionari, a scapito dei grandi baroni terrieri del passato, e fra questi funzionari-mercanti si pose inizialmente lo stesso conte Antonio.
Nonostante fu uno dei principali referenti del Re Martino nell'isola, nel 1393 il Ventimiglia aderì alla rivolta antiaragonese capeggiata da Artale Alagona, e vi trascinò i fratelli, alcuni congiunti e persino il vescovo di Cefalù, Guglielmo Salamone, originario di Polizzi, che i Ventimiglia avevano fatto nominare a quella carica e che li seguiva con fedeltà, rispetto ai sovrani, e adesso nella ribellione. Nel 1394, il Conte di Collesano assediò Nicosia e Castrogiovanni, dove sconfisse le truppe aragonesi comandate dai cavalieri catalani Raimondo de Bages e Guerau Alamany de Cervellò, facendo così molti prigionieri, inclusi i comandanti. A battaglia terminata, subì un'imboscata nelle vicinanze di Piazza dalle truppe catalane comandate da Ugo di Santapau, e fu fatto da loro prigioniero. La reazione antiaragonese, che coinvolse gran parte degli strati sociali, durò sino al 1398, sostenuta dal clero fedele a Roma, che non aveva gradito la richiesta dell'investitura del Regno per Martino il Giovane fatta pervenire dal padre, il duca de Montblanc, all'antipapa Clemente VII piuttosto che a papa Bonifacio IX.
Liberato a seguito di trattative con i Martini condotte dal fratello Francesco, detto Cecco, protonotaro apostolico e già legato in Sicilia di Urbano VI, e dai figli Francesco e Giovanni, nel 1396. Perdonato, organizzò una nuova rivolta contro i sovrani aragonesi assieme a Bartolomeo d'Aragona, conte di Cammarata, e con il cognato Guglielmo Raimondo Moncada, marchese di Malta e Gozo. Nel 1398, per qualche tempo, ebbe confiscati formalmente i feudi, ma rientrato immediatamente in fedeltà al Re di Sicilia, ottenne il perdono reale e la restituzione dei diritti patrimoniali, grazie all'intercessione di Giacomo di Prades, signore di Caccamo e Gran contestabile del Regno. Nuovamente ribelle, nel 1408 fu arrestato - probabilmente su istanza del fratellastro Guido di Ventimiglia e del figlio Francesco imparentato con la Casa reale di Barcellona tramite la moglie Isabella de Prades - con l'accusa di crimini contro la Corona, e mandato in esilio a Malta, dove combatté contro i pirati barbareschi.
Nel 1414, tornò libero per la grazia concessagli dal re Ferdinando I d'Aragona e poté riacquisire i  diritti sui beni confiscati, senza però fare in tempo a rientrare da Malta. Diseredò il primogenito Francesco nella successione alla Contea di Collesano, e degli altri beni e feudi, poiché dette corso alle accuse mossegli dalla rispettiva matrigna e seconda moglie Elvira di averlo tradito. Nominò sua erede per disposizione testamentaria la figlia Costanza, nata dal secondo matrimonio e sposata al catalano Gilberto Centelles, che gli succedette alla sua morte avvenuta a Malta nel 1415.